# Aldo Alessandro Mola
Aldo Alessandro Mola (Cuneo, 17 aprile 1943) è uno storico italiano.

## Biografia
Laureato in filosofia all'Università degli Studi di Torino con una tesi sulla storia del Partito d'Azione, nel 1969 divenne docente di ruolo di italiano e storia e di storia e filosofia. Dal 1977 fu preside incaricato del liceo scientifico di Bra, che fece intitolare a Giovanni Giolitti, e in seguito di altri istituti fino al 1998.
All'insegnamento e alla presidenza accompagnò studi, pubblicazioni e organizzazione culturale. Docente a contratto presso la facoltà di scienze politiche dell'Università degli Studi di Milano, dal 1993 è contitolare della cattedra Théodore Verhaegen dell'università libera di Bruxelles.
Autore, con Ruggiero Romano, di un manuale di storia, coordinatore di convegni e seminari di didattica della storia con Corrado Paracone, nel 1993 pubblicò Per una scuola che funzioni.

## Aree di studio

### Movimento di liberazione in Italia e storia del fascismo
Con il saggio Pensiero e azione di Dante Livio Bianco, nel 1965 Aldo Alessandro Mola vinse il premio nazionale di storia dell'Italia contemporanea. Dal 1993 è consulente scientifico della Collana storica della Resistenza cuneese, ove pubblica saggi e l'opera Giellisti. Nel 2012 pubblicò Mussolini a pieni voti? Da Facta al Duce. Inediti sulla crisi del 1922.

### Giolitti ed età giolittiana
Dopo Stampa e vita pubblica di provincia nell'età giolittiana, L'età giolittiana e L'economia italiana dopo l'Unità: finanza, accumulazione del capitale, industria, Aldo Alessandro Mola pubblicò nel 1978 Giovanni Giolitti. Grandezza e decadenza dello Stato liberale e organizzò il convegno internazionale Istituzioni e metodi politici dell'età giolittiana, aperto dal presidente della repubblica Sandro Pertini. Concorse all'ideazione del Centro europeo Giovanni Giolitti per lo studio dello Stato, del quale poi assunse la direzione fino al 1997. Nel 2017 promosse l'Associazione di studi storici Giovanni Giolitti e ne divenne direttore. In collaborazione con l'Istituto Italiano per gli Studi filosofici dirige scuole di alta formazione, convegni internazionali e la Giornata di Studio all'Archivio storico della Presidenza della Repubblica, dove viene presentato il DVD, da lui curato, Giolitti. Lo statista della Nuova Italia, 1842-1928. Dopo Giolitti: la svolta liberale d'inizio Novecento, Mola pubblicò Giolitti. Lo Statista della Nuova Italia e Giolitti. Fare gli italiani. Con Aldo Giovanni Ricci curò Giovanni Giolitti al Governo, in Parlamento, nel Carteggio. Nel 2019 pubblicò Giolitti. Il senso dello Stato.

### Storia della massoneria
Dal 1972, intrapreso lo studio della massoneria sulla scorta di fonti archivistiche inedite, Aldo Alessandro Mola pubblicò Storia della Massoneria italiana dal Risorgimento alla Repubblica e Storia della Massoneria italiana dalle origini ai nostri giorni. In seguito pubblicò Il Grande Oriente d'Italia dell'esilio, Adriano Lemmi: il Gran Maestro della Nuova Italia, La Massoneria e Storia della Massoneria in Italia dal 1717 al 2018. Tre secoli di un Ordine iniziatico. Inoltre coordinò mostre e convegni sulla storia della massoneria e ne curò gli atti. Dirige collane specialistiche per gli Editori Bastogi, Forni, Gangemi e Pellegrini. Dal 1980 fu direttore del Centro di Documentazione Massonica, poi cofondatore e direttore del Centro per la storia della Massoneria, partecipando, come docente, a convegni e corsi universitari in Italia e all'estero (Spagna, Brasile, Cile, Perù, Belgio, Francia, Ungheria, Romania). Dal 1982 è membro d'onore del Centro per gli studi di storia della massoneria spagnola.

### Risorgimento e  unificazione italiana
Nel centenario della morte di Giuseppe Garibaldi pubblicò Garibaldi vivo, coordinò il convegno Garibaldi, generale della libertà e ne curò gli atti. Componente del comitato forze armate e guerra di liberazione, per il Ministero della Difesa coordinò quattro convegni internazionali, curandone gli atti. Relatore ai convegni su L'Italia in guerra, organizzati dalla commissione italiana di storia militare e a quelli dello Stato Maggiore della Difesa. Condirettore editoriale di Il Parlamento italiano, 1861-1992, edito sotto il patronato del presidente della repubblica Francesco Cossiga, vi pubblicò centinaia di saggi e contributi. Nel 150° dell'unificazione nazionale pubblicò Italia. Un Paese speciale, Storia del Risorgimento e dell'Unità.

### Storia locale
Dal 1972 fu membro della direzione scientifica  del semestrale Studi piemontesi. Pubblicò Storia dell'Amministrazione provinciale di Cuneo dall'Unità al fascismo, 1859-1925, numerosi saggi di storia locale, Cuneo, 1700-2000. Terra di frontiera ed Europa, Saluzzo: un'antica capitale, Storia di Bra dalla Rivoluzione francese al Terzo Millennio. Scrisse inoltre la sezione Cultura e molte schede nel volume CN, La Provincia Granda, a cura di Franco Collidà e Luigi Botta.

### Storia della monarchia
Dopo saggi preliminari e profili biografici di Vittorio Emanuele II, Umberto I, Vittorio Emanuele III e Umberto II, Aldo Alessandro Mola pubblicò Storia della monarchia in Italia. In seguito diede alle stampa Declino e crollo della monarchia in Italia. I Savoia dall'Unità al referendum del 2 giugno 1946, poi ampliato e aggiornato Il referendum Monarchia-Repubblica del 2-3 giugno 1946. Chi vinse davvero?.

### Biografie
Già autore di profili biografici di Giuseppe Mazzini, Giuseppe Garibaldi e altri, nel 2004 curò l'edizione fotografica, critica e filologica di Le mie prigioni. Memorie di Silvio Pellico da Saluzzo e, di seguito, pubblicò Pellico: carbonaro, cristiano, profeta della nuova Europa. Continuò il filone delle biografie con Giosue Carducci: scrittore, politico, massone, e Licio Gelli e la P2 tra cronaca e storia.

### Attività pubblicistica
Collaborò a quotidiani, periodici, riviste di storia (La Sentinella delle Alpi, Il Ponte, La Gazzetta del Popolo, Corriere della Sera, Stampa Sera, Panorama, Rassegna storica del Risorgimento, Critica Sociale, Libro Aperto, Nuova Antologia) e, dalla fondazione, a Il Giornale del Piemonte, poi Il Giornale del Piemonte e della Liguria, di cui è editorialista. Dal 2005 presiede il comitato scientifico del mensile Storia in rete. Nel 2012 ricevette il Premio Giornalistico Internazionale Goethe.

### Attività civile
Aldo Alessandro Mola concorse alla traslazione delle salme di Vittorio Emanuele III da Alessandria d'Egitto e della regina Elena da Montpellier al santuario di Vicoforte, vicino a Mondovì.